# 速水和彦

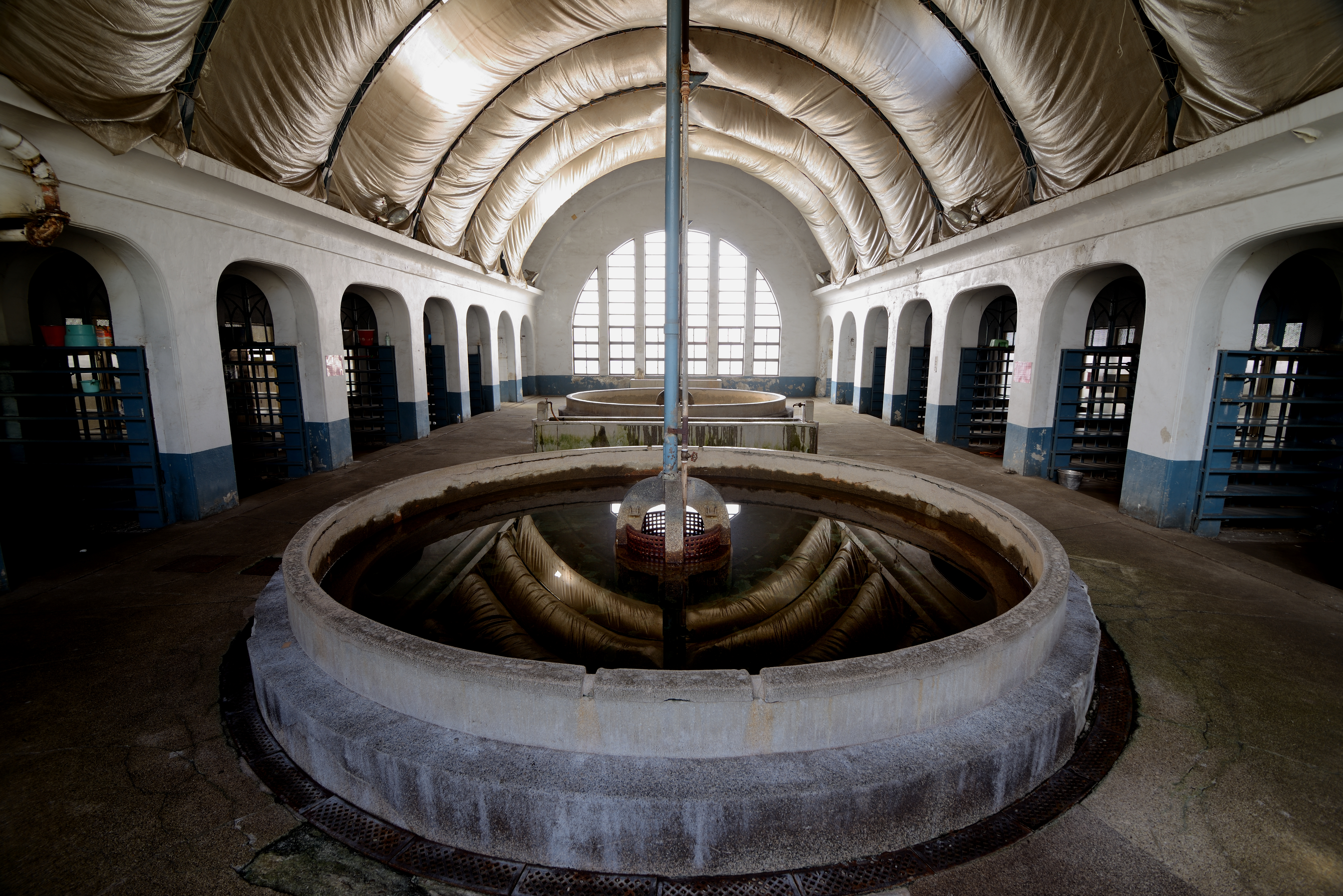
台北機廠の大浴場

速水 和彦（はやみ かずひこ、1889年（明治22年）12月19日 - 1949年（昭和24年）8月12日）は日本の機械工学者。日本統治時代の台湾で総督府の技師として、台北市七星郡松山庄（現：信義区）に新設された新台北鉄道工場（現：台北機廠）の設計を手がけた。台湾では「北廠之父」（台北機廠の父）と呼ばれている。位階は従三位。

## 人物
北海道庁釧路郡（現：北海道釧路市）で出生。8歳時に台湾総督府民政部通信課の通信技師として赴任する父の経憲と共に台北に移住。
台湾総督府国語学校（現：国立台北教育大学）の付属初等部（現：台北市立士林国民小学）を卒業、付属中等部（台北一中を経て現：台北市立建国高級中学）に在籍中、日本に戻り滋賀県立膳所中学校（現：滋賀県立膳所高等学校）へ転校し、旧制第三高等学校（京都大学の前身）へ進学。
三高で野球部だった速水は、1907年に母校である国語学校校長の要請でコーチとして来台、中学校野球部の強化に協力し、春の対戦時に敗れていた中学会（夜間中学の野球チーム）相手に雪辱を果たしている。
1913年（大正2年）7月、京都帝国大学工学部機械工学科を卒業後、内外綿（現・シキボウ傘下新内外綿）に入社。上海支店で勤務し、紡績工場建設に従事するも翌1914年（大正3）退社。
1915年（大正4）より台湾総督府交通局鉄道部で職に就き、1943年（昭和18年）まで28年在籍し退職後は台湾自動車運送事業組合理事長となった。のち戦時下の総動員体制の下で終戦まで金属及機械器具設備資産評価專門委員会委員や台湾総督府経済動員本部理事、技術部鉄鋼業及機械工業技術協議会長、台湾総督府運輸通信本部理事などの要職を務めた。
妻との間に三児をもうけた。

### 台北鉄道工場

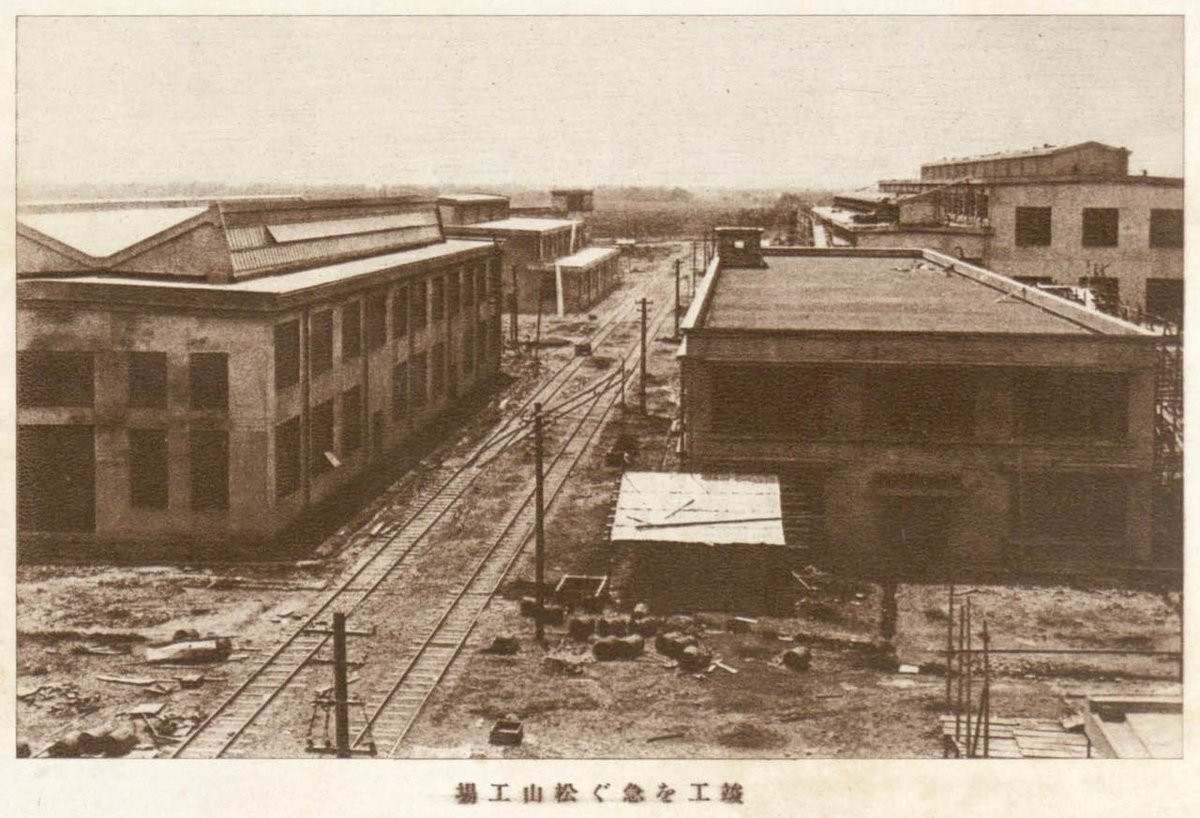
建設中の台北鉄道工場（1933年）

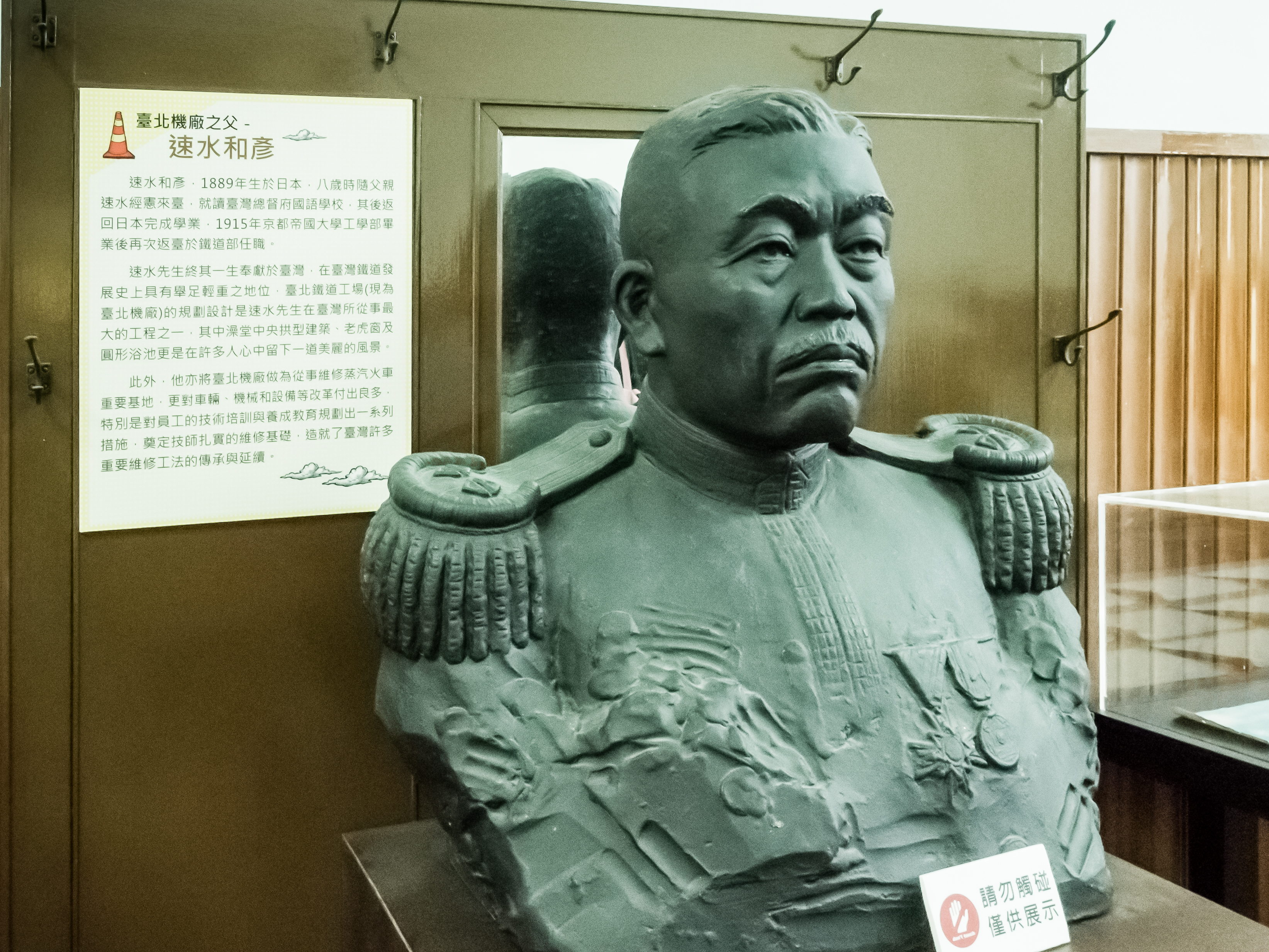
台北機廠に展示されている速水の胸像

1915年（大正5年）6月に鉄道部技手、1917年（大正6年）7月に鉄道部技師、1925年（大正14年）台北鉄道工場長、運転係や設計掛長（係長）を経て1927年（昭和2）に工作課長兼運転課長に就任し、北門地区から移転・拡張する新台北鉄道工場（戦後の台北機廠）の機能面での設計を担った（建屋設計は宇敷赳夫）。
1935年に竣工した台北鉄道工場は当時東洋最大規模と報じられるほどの大事業だった。
車両工場などの業務と直接関わりがある施設だけではなく、構内ボイラーの熱を活用した従業員用大浴場も速水の設計が反映されている。
また、後身の育成のために競技会を開催し、それは機関庫での伝統行事となった。種目は燃料節約や無事故競争などだった。
父・経憲が台南郵便局長を務めていた縁もあり、台湾総督府台南高等工業学校（現：国立成功大学成功キャンパスの前身）の学部課程も支援していた。
1943年から兼任講師として台北帝国大学工学部でも機械工学の教鞭を執るようになった。
第二次世界大戦終結後も台湾に留まり、教授職として帝大の後身となる国立台湾大学工学院で機械工学の指導を行っていた。その後日本に帰国することになったが、1949年8月12日、日本丸乗船中に病死、そのまま日本の地を踏むことなく水葬された。
台北鉄道工場は戦後も台北機廠として重要な役割を果たし続け、2012年まで稼働していた。速水設計の大浴場は内政部3級古蹟（現：文化部の分類では直轄市定古蹟）に指定されたほか、2015年に機廠全域が国定古蹟となっている。2019年現在、台北機廠鉄道博物館園区として整備中であり、一般公開もされている。
長らく台北機廠構内に速水の胸像が保存されていたが、現在は富岡車両基地の資料室に移されている。

## 栄典
位階
- 1918年（大正7年）4月20日 - 従七位[21]
- 1920年（大正9年）5月10日 - 正七位[22]
- 1922年（大正11年）8月21日 - 従六位[23]
- 1925年（大正14年）5月15日 - 正六位[24]
- 1928年（昭和3年）5月1日 - 従五位[25]
- 1933年（昭和8年）5月15日 - 正五位[26]
- 1938年（昭和13年）6月1日 - 従四位[27]
- 1943年（昭和18年）6月15日 - 正四位[28]
- 1944年（昭和19年）1月4日 - 従三位[29][30]

勲章
- 1929年（昭和4年）7月27日 - 勲六等瑞宝章[31]
- 1933年（昭和8年）7月20日 - 勲五等瑞宝章[32]
- 1938年（昭和13年）8月13日 - 勲四等瑞宝章[33]
- 1940年（昭和15年）4月29日 - 勲三等旭日中綬章[34]
- 1942年（昭和17年）8月19日 - 勲三等瑞宝章[35]

## 親族
- 弟：速水保彦（医師）-岳父に台北庁長・加福豊次[36]
- 義弟：鈴木秀夫（妹・美代の夫、新竹州知事）[37]
- 孫：速水璟[38][39]

### 註釈
1. ↑  1937年代に台湾で発行された台湾人士鑑では東京市芝区出生となっていたが[2]、第三版では北海道釧路に修正された[3]。

## 関連書籍
- 「台湾統治終末報告書」「台湾省接収委員会日産処理委員会結束総報告書」他 （著：加藤聖文、ゆまに書房、2002年、ISBN 4878021012）